# 側咽頭隙
側咽頭隙（そくいんとうげき）とは、内側翼突筋内面と咽頭収縮筋に囲まれた組織隙である。
顎下隙、翼突下顎隙、後咽頭隙と交通している。